# Paralacydes wallengreni
Paralacydes wallengreni är en fjärilsart som beskrevs av Aurivillius 1879. Paralacydes wallengreni ingår i släktet Paralacydes och familjen björnspinnare. Inga underarter finns listade i Catalogue of Life.